# Matidia chlora
Matidia chlora är en spindelart som beskrevs av Pater Chrysanthus 1967. Matidia chlora ingår i släktet Matidia och familjen säckspindlar. Inga underarter finns listade i Catalogue of Life.